# هوشتیتس-هرولتیتسه
هوشتیتس-هرولتیتسه (به چکی: Hoštice-Heroltice) یک منطقهٔ مسکونی در جمهوری چک است که در ناحیه ویشکوو واقع شده‌است. هوشتیتس-هرولتیتسه ۷٫۲۳ کیلومتر مربع مساحت و ۵۷۰ نفر جمعیت دارد و ۲۳۰ متر بالاتر از سطح دریا واقع شده‌است.